# Novovasîlivka, Sofiivka
Novovasîlivka (în ucraineană Нововасилівка) este localitatea de reședință a comunei Novovasîlivka din raionul Sofiivka, regiunea Dnipropetrovsk, Ucraina.

## Demografie
Componența lingvistică a localității Novovasîlivka
     Ucraineană (94,41%)
     Rusă (4,7%)
     Alte limbi (0,89%)
Conform recensământului din 2001, majoritatea populației localității Novovasîlivka era vorbitoare de ucraineană (94,41%), existând în minoritate și vorbitori de rusă (4,7%).